# Synneuron
Synneuron är ett släkte av tvåvingar som beskrevs av Carl Erik Lundström 1910. Synneuron ingår i familjen reliktmyggor.
Kladogram enligt Catalogue of Life och Dyntaxa:
| Synneuron | \| \| Synneuron annulipes \| \| \| \| \| \| Synneuron decipens \| \| \| \| \| \| Synneuron decipiens \| \| \| \| \| \| Synneuron sylvestre \| \| \| \| |
|           | \| \| Synneuron annulipes \| \| \| \| \| \| Synneuron decipens \| \| \| \| \| \| Synneuron decipiens \| \| \| \| \| \| Synneuron sylvestre \| \| \| \| |
|           | Canthyloscelis |
|           | |
|           | Exiliscelis |
|           | |
|           | Hyperoscelis |
|           | |
|           | Synneuron annulipes |
|           | |
|           | Synneuron decipens |
|           | |
|           | Synneuron decipiens |
|           | |
|           | Synneuron sylvestre |
|           | |

|  | Synneuron annulipes |
|  |                     |
|  | Synneuron decipens  |
|  |                     |
|  | Synneuron decipiens |
|  |                     |
|  | Synneuron sylvestre |
|  |                     |